# Texas Longhorns
Texas Longhorns – nazwa drużyn sportowych University of Texas w Austin, biorących udział w akademickich rozgrywkach w Southeastern Conference, organizowanych przez National Collegiate Athletic Association. Biorą swoją nazwę od bydła Texas Longhorn.

## Sekcje sportowe uczelni

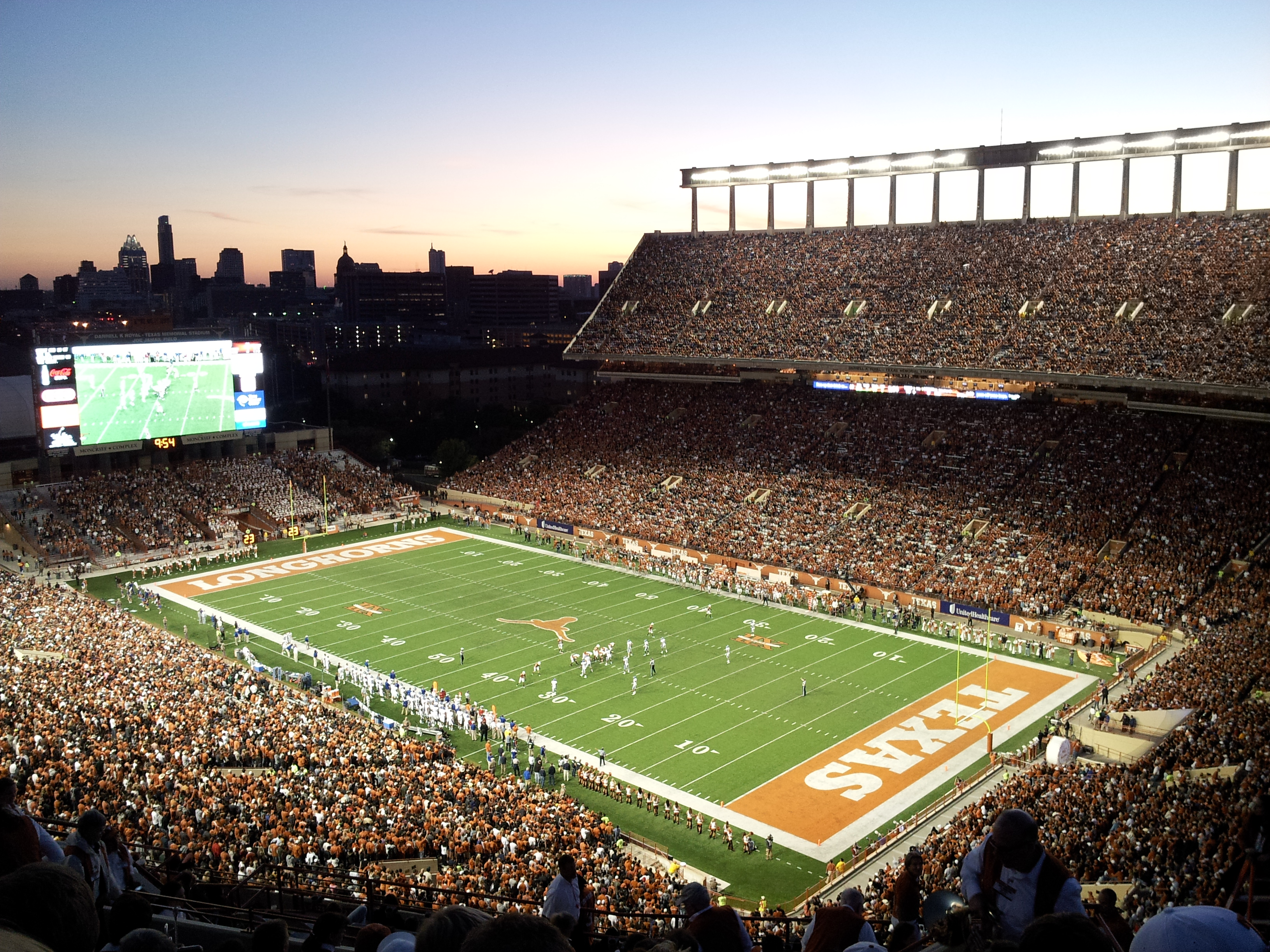
Darrell K. Royal–Texas Memorial Stadium.

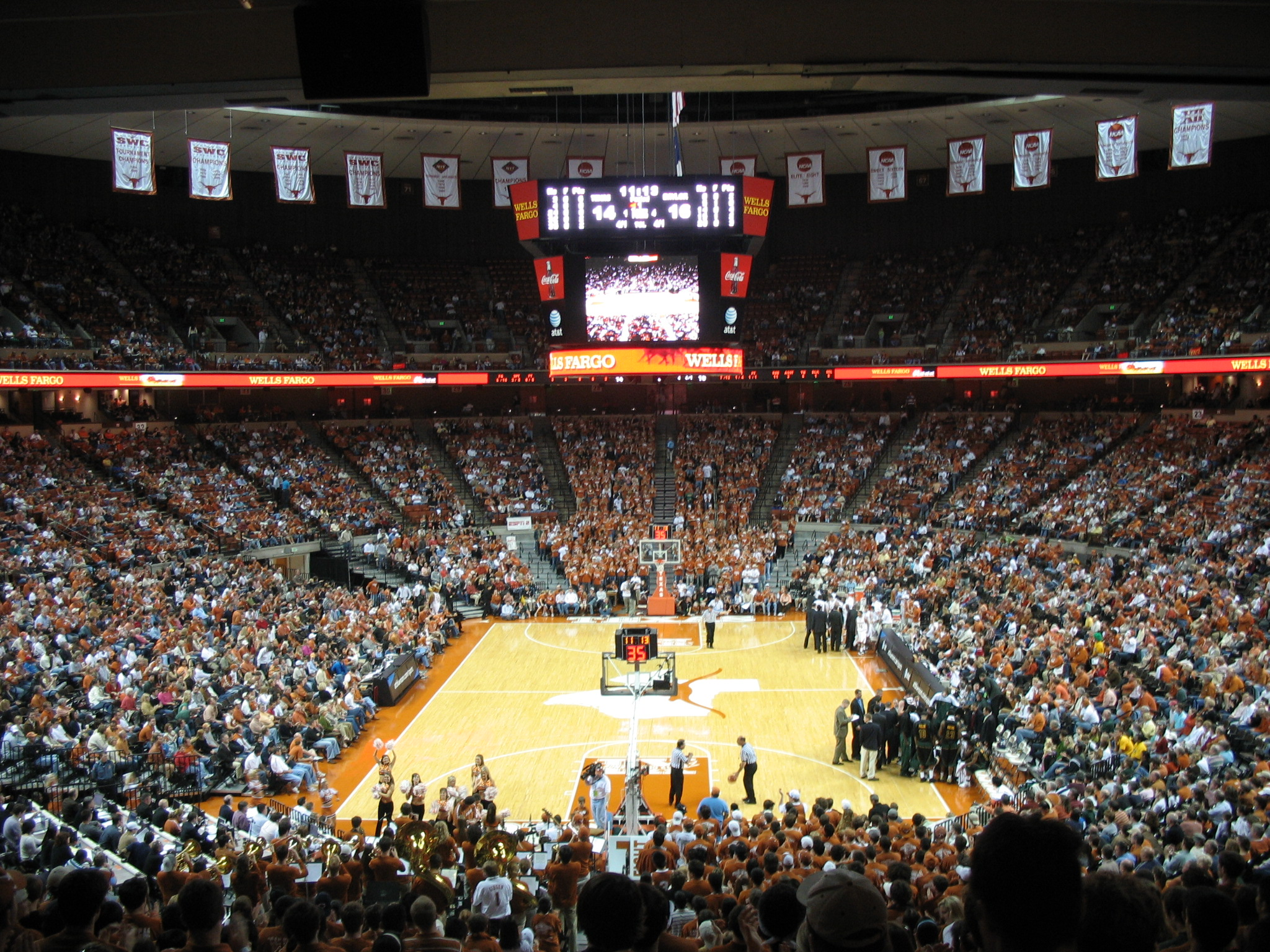
Frank Erwin Center.

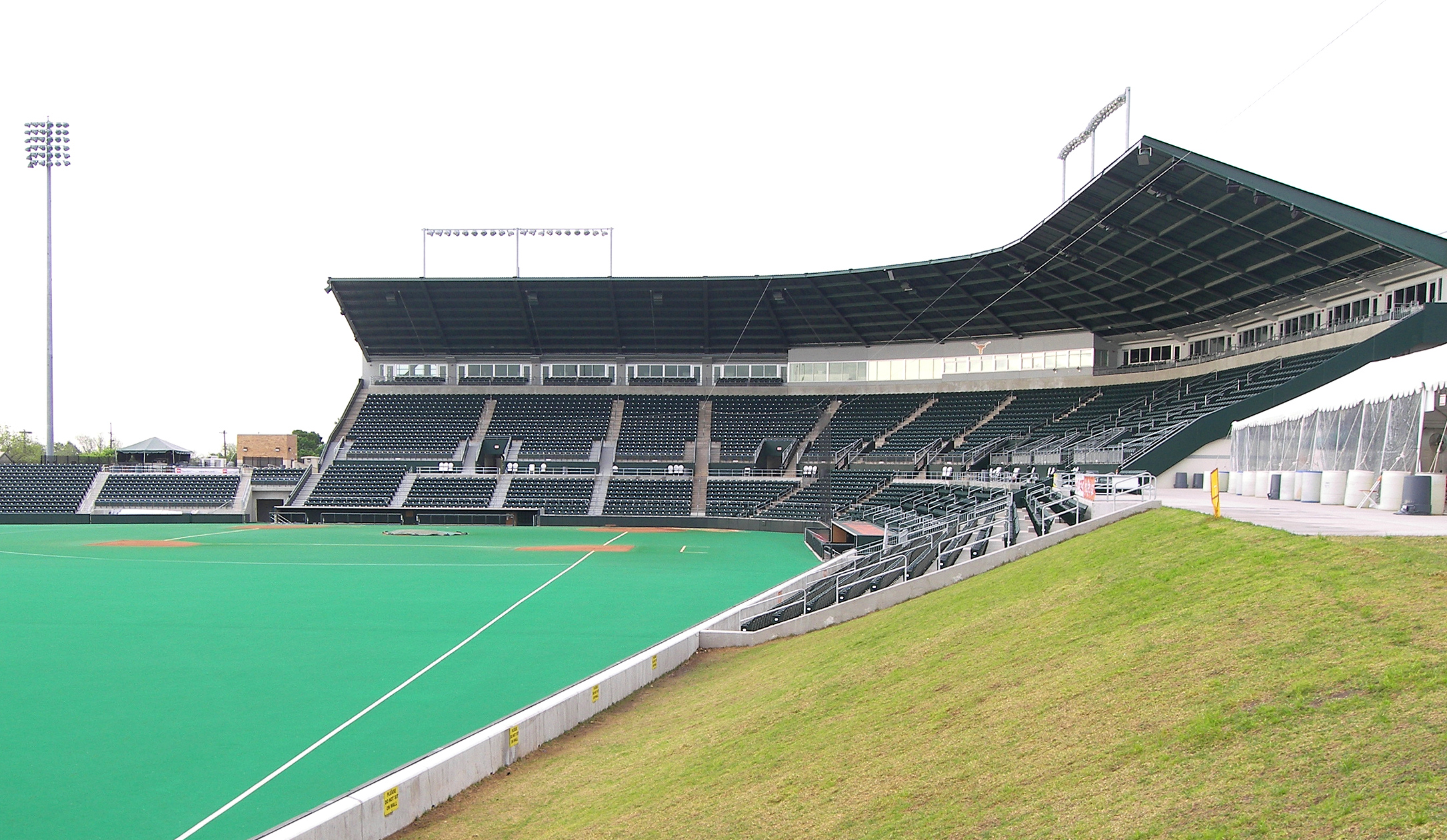
UFCU Disch-Falk Field.

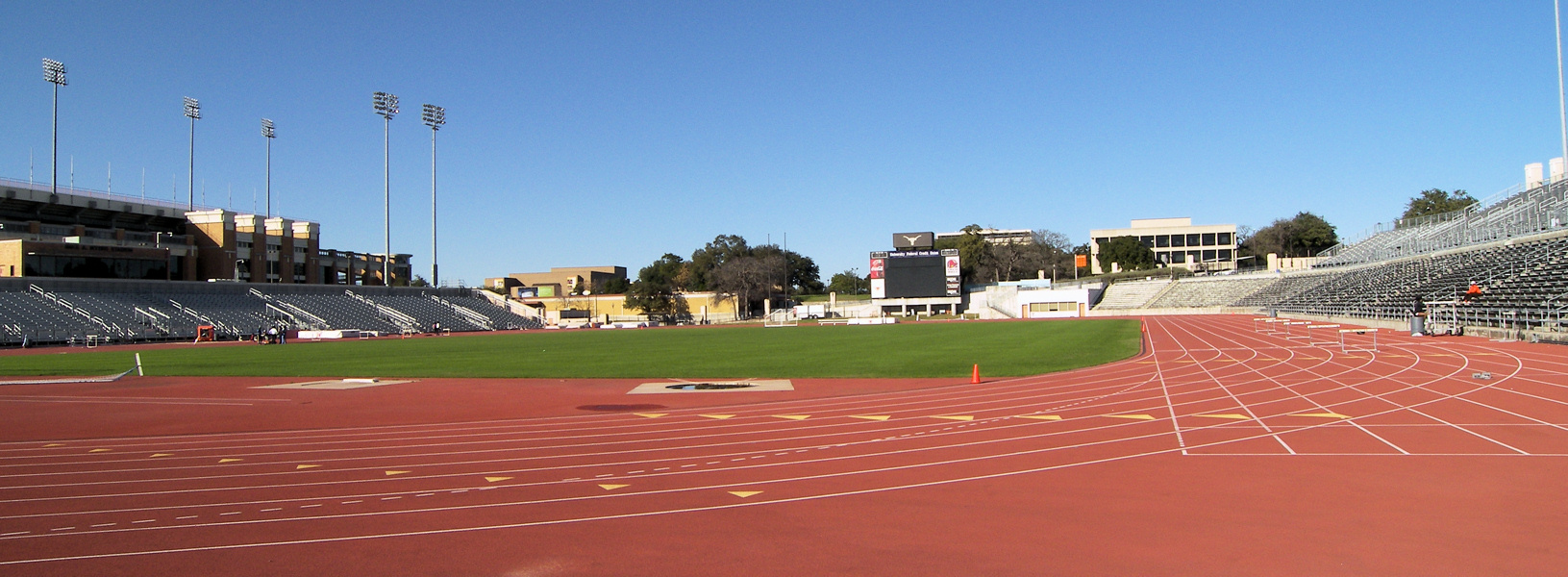
Mike A. Myers Stadium.

| Mężczyźni - baseball (6): 1949, 1950, 1975, 1983, 2002, 2005 - bieg przełajowy - futbol amerykański (4): 1963, 1969, 1970, 2005 - golf (3): 1971, 1972, 2012 - koszykówka - lekkoatletyka - pływanie (12): 1981, 1988, 1989, 1990, 1991, 1996, 2000, 2001, 2002, 2010, 2015, 2016 - tenis | Kobiety - bieg przełajowy (1): 1986 - golf - koszykówka (1): 1986 - lekkoatletyka (4): 1986, 1998, 1999, 2005 oraz (6): 1986, 1988, 1990, 1998, 1999, 2006 w hali - piłka nożna - siatkówka (2): 1988, 2012 - pływanie (7): 1984, 1985, 1986, 1987, 1988, 1990, 1991 - softball - tenis (2): 1993, 1995 - wioślarstwo |

W nawiasie podano liczbę tytułów mistrzowskich NCAA (stan na 17 lutego 2017)

## Obiekty sportowe
- Darrell K Royal-Texas Memorial Stadium – stadion futbolowy o pojemności 100 119 miejsc[3]
- Frank Erwin Center – hala sportowa o pojemności 16 540 miejsc, w której odbywają się mecze koszykówki[4]. Zostanie rozebrana po sezonie 2021/2022, a w jej miejscu powstanie uczelnia medyczna[5].
- Moody Center – nowa hala sportowa o pojemności 10 000 miejsc do koszykówki i 15 000 na koncerty; otwarcie w 2022[6]
- Mike A. Myers Stadium – stadion wielofunkcyjny o pojemności 20 000 miejsc, na którym odbywają się zawody lekkoatletyczne i mecze piłkarskie[7]
- UFCU Disch-Falk Field – stadion baseballowy o pojemności 6649 miejsc[8]
- Gregory Gymnasium – hala sportowa pojemności 4000 miejsc, w której odbywają się mecze siatkówki[9]
- Lee & Joe Jamail Texas Swimming Center – hala sportowa z pływalnią o pojemności 2600 miejsc[10]
- Red & Charline McCombs Field – stadion softballowy o pojemności 1252 miejsc[11]
- The Edgar O. and Melanie A. Weller Tennis Center – korty tenisowe[12]